# Sig (Thorstrup Sogn)
 Denne artikel omhandler Landsbyen Sig i Thorstrup Sogn. Opslagsordet har også en anden betydning, se Sig.
Sig er en landsby med 768 indbyggere  (2024). Det var en tidligere stationsby med en station som i dag bare er et "Trinbræt". Sig ligger 7 km nord for Varde, tæt på Varde Å og skoven ved herregården Nørholm. Byen ligger i Varde Kommune og tilhører Region Syddanmark.
Tæt på byen ligger Karlsgårdeværket og Karlsgårde Sø.
Storken har flere gange været i Sig, senest i starten af 1990'erne, hvor den havde rede på den lokale bagers skorsten. Den hentede primært sin føde fra Sig Fiskeri og engene omkring Varde Å.
Sig Station, som vist på billedet, er nu omdannet til Børnehaven Trinbrættet, og Sig er derfor ikke længere en egentlig stationsby.

## Historie
I 1875 blev jernbanestrækningen Varde – Ringkøbing indviet, og landsbyen Sig begyndte at udvikle sig til en stationsby.
Omkring århundredeskiftet blev Sig stationsby beskrevet således: "Sig med Skole, Afholdshjem, Andelsmejeri (Fredensberg), Kro og Jærnbanest."
Indbyggertallet i Sig stationsby blev første gang opgjort i 1916. Det var da 104 indbyggere fordelt på 19 huse. I 1921 var det vokset til 233 indbyggere, i 1925 241 indbyggere, i 1930 260 indbyggere, i 1935 boede der 253 indbyggere, i 1940 264 indbyggere i 74 huse, i 1945 289 indbyggere i 80 huse, i 1950 305 indbyggere, i 1955 327 indbyggere, i 1960 353 indbyggere, i 1965 401 indbyggere.
Ifølge folketællingen 1930 levede af Sigs 260 indbyggere 21 af landbrug, 138 af industri, 28 af handel, 35 af transport, 2 af immateriel virksomhed, 18 af husgerning, 18 var ude af erhverv og 0 havde ikke givet oplysninger.
Den gamle station i Sig blev nedlagt i 1970. Stationen er blevet erstattet med et stationstrinbræt. I en årrække holdt ungdomsklubben til i stationsbygningerne. Den 15. august 1978 åbnede børnehaven "Trinbrættet".
Sig Hotel var i mange år samlingsstedet i byen, men gik konkurs i 2009. Senere blev Sig Hotel købt af Karl Kristian Nielsen fra Nørholm. Det er siden hen lukket, og i 2021 solgt igen.

## Kendte personer
Modstandsmanden under 2. verdenskrig, Bent Høgsbro Østergaard, kaldet "Gemüse" er bisat i haven på Thorstruphus, nord for Sig.
Kurt Skov stifteren af Blue Water Shipping født og opvokset i Sig.
Den 19. juni 1874 blev den senere rektor for Polyteknisk Læreanstalt, professor P.O. Pedersen født i Sig.